# Porcelanski zubi
Porcelanski/porculanski zubi ili keramičke krunice su veštačke nadoknade kojima se zamenjuje jedan ili više zuba iz različitih razloga. Indikacije za postavljanje keramičkih krunica su različite, a neke od njih su gubitak zuba, karijesom zahvaćen zub, izmenjen oblik ili položaj zuba itd.
Krunica treba idealno da nadoknadi izgubljenu zubnu supstancu. To podrazumeva rubno zatvaranje i prirodnost. Krunica može da se postavi na vitalan i na devitalizovan zub, s tim što je devitalizovan zub prethodno potrebno ojačati livenom nadogradnjom. Zub na koji se postavlja krunica treba prethodno pripremiti za postavljanje krunice. To podrazumeva takozvano „brušenje zuba”, kojim se stvara prostor za veštački materijal od kog se krunica pravi. 

## Izrada
Porcelanski zubi mogu da se rade na metalnoj osnovi, pa su to metalokeramičke krunice. Metalna osnova može biti od običnog metala (čeličnih legura), ispod kojih zub propada. Keramika se u porcijama nanosi na metalnu osnovu i sistemom pečenja na visokim temperaturama se modeluje zub, koji na taj način dobija finalni izgled. Zbog metalne osnove zubi sa ovakvim nadoknadama često izgledaju neprirodno i može se uočiti da je u pitanju veštačka nadoknada, a osnovni razlog tome je providnost keramike koja imitira prirodnu transparentnost i translucentnost zuba, pa se kroz nju može uočiti metalna osnova. Kvalitetnija metalna podloga je ona od legura plemenitih metala koje uglavnom sadrže oko 80% zlata i 10% platine, sa primesama ostalih metala koji daju čvrstinu ovakvoj konstrukciji. Klinički se pokazalo da je propadanje zuba ispod ovakvih nadoknada znatno manje. Veza između keramike i legura plemenitih metala je bolja, a i same nadoknade izgledaju lepše i prirodnije.

### Izrada bezmetalnih keramičkih nadoknada
U današnje vreme se teži izradi bezmetalnih keramičkih nadoknada. Razlikuju se dva principa: 
- Prvi princip je CAD-CAM, a preparacija zuba u ovom slučaju zahteva poštovanje određenih pravila. Otisak može da se uradi na dva načina: klasičnim ili kamerom. Snimljen patrljak za nadoknadu predstavlja informaciju koja se prosleđuje do hardvera, koji potom obrađuje prethodno fabrički formiranu keramičku gredicu. Keramičke gredice se razlikuju po boji, dužini i čvrstini. Dobijena nadoknada može da se radi samo kao osnova pa da se u laboratoriji izradi modelovanje i glazura, a može da se dobije i gotova nadoknada koju je naknadno potrebno samo izglazirati.[2]
- Drugi princip je Zircon Zahn koji omogućava izradu cirkularnog bezmetalnog mosta u bloku kao i pojedinačnih krunica i svih varijanti mostova između ove dve granične varijante.

## Spoljašnje veze
- (језик: енглески) Klinički rezultati merenja okluzalnog habanja proteza